# Jos Wouters
Jos Wouters (Vorselaar, 21 febbraio 1942) è un ex ciclista su strada belga, professionista dal 1961 al 1965 e vincitore di una Parigi-Tours e di una Parigi-Bruxelles.

## Palmarès
- 1961

Parigi-Tours
- 1962

Parigi-Bruxelles